# Peter Andre
Peter Andre (születési nevén Peter James Andrea, Harrow, London, 1973. február 27.) angol énekes, televíziós személyiség.
Legismertebb dalai a "Mysterious Girl" és a "Flava", de ismertnek számít televíziós szerepléseiről is. Szerepelt az I'm a Celebrity...Get Me Out of Here! brit változatának harmadik évadában is, illetve a Strictly Come Dancing tizenharmadik évadában is.
Az I'm a Celebrity műsorban töltött ideje alatt romantikus kapcsolatot létesített Katie Price-szal. Két évvel a műsor záró epizódja után összeházasodtak, és két gyermekük született. Kiadtak egy közös albumot A Whole New World címmel, majd 2009-ben elváltak.

## Élete
1973. február 27.-én született a londoni Harrow-ban. Görög-ciprusi származású. 1979-ben családjával együtt Sydney-be költözött, majd a queenslandi Gold Coast városba költöztek.

## Magánélete
2004 elején ismerkedett meg Katie Price-szal az I'm a Celebrity című műsorban. Ugyanezen év májusában titokban eljegyezték egymást. 2005. szeptember 10-én házasodtak össze a Hampshire-i Highclare Castle kastélyban. Két gyermekük született: Junior Savva (2005. június 13.) és Princess Tiaamii Crystal Esther (2007. június 29.) 2009 májusában bejelentették, hogy elválnak.
2012 júliusában Emily MacDonagh-val kezdett randevúzni. Lányuk, Amelia 2014. január 7-én született. 2015. július 11-én házasodtak össze a Mamhead House-ban, Exeter közelében. 2016. november 22-én megszületett fiuk, Theodore James.

## Diszkográfia
- Peter Andre (1993)
- Natural (1996)
- Time (1997)
- The Long Road Back (2004)
- A Whole New World (Katie Price-szal, 2006)
- Revelation (2009)
- Unconditional: Love Songs (2010)
- Accelerate (2010)
- Angels & Demons (2012)
- Big Night (2014)
- Come Fly with Me (2015)
- White Christmas (2015)